# Buitinga buhoma
Espèce
Buitinga buhoma est une espèce d'araignées aranéomorphes de la famille des Pholcidae.

## Distribution
Cette espèce est endémique d'Ouganda. Elle se rencontre dans les districts de Rukungiri et de Kabale entre 1 400 et 2 300 m d'altitude.

## Description
Le mâle holotype mesure 2,6 mm

## Étymologie
Son nom d'espèce lui a été donné en référence au lieu de sa découverte, Buhoma Bwindi.

## Publication originale
- Huber, 2003 : High species diversity in one of the dominant groups of spiders in East African montane forests (Aranae: Pholcidae: Buitinga n. gen., Spermophora  Hentz). Zoological Journal of the Linnean Society, vol. 137, no 4, p. 555-619 (texte intégral).